# لئوناردو لوییه
 لئوناردو لوییه (انگلیسی: Leonardo Lavalle؛ زاده ۱۴ ژوئیهٔ ۱۹۶۷) یک تنیس‌باز اهل مکزیک است.